# Вильск
Вильск (укр. Вільськ) — село на Украине, основано в 1617 году, находится в Черняховском районе Житомирской области.
Код КОАТУУ — 1825681201. Население по переписи 2001 года составляет 707 человек. Почтовый индекс — 12334. Телефонный код — 4134. Занимает площадь 2,03 км².

## Адрес местного совета
12334, Житомирская область, Черняховский р-н, с. Вильск, ул. Ленина, 37

## Известные уроженцы
Чайковский, Пётр Григорьевич (1918—2003) — полный кавалер ордена Славы.